# Duncan Hamilton
Duncan Hamilton (County Cork, Ierland, 30 april 1920 - Sherborne, Dorset, 13 mei 1994) was een Brits autocoureur, die ook voor de Formule 1 reed. Hij reed tussen 1951 en 1953 5 Grands Prix voor de teams Talbot-Lago en HWM.